# Demons & Wizards
Demons & Wizards war eine Power-Metal-Band, die als Nebenprojekt von Jon Schaffer (Gitarrist der Band Iced Earth) und Hansi Kürsch (Sänger bei Blind Guardian) entstand und Schaffers Gitarrentechnik mit Kürschs Gesang kombinierte. Neben den beiden Hauptmusikern waren an den drei erschienenen Alben noch diverse Sessionmusiker beteiligt. Nach Schaffers Beteiligung am Sturm auf das Kapitol beendete Kürsch 2021 die Zusammenarbeit mit ihm.

## Bandgeschichte
Erste Ideen zu diesem gemeinsamen Projekt entstanden 1997, als Schaffer und Kürsch gemeinsam ein Lied aufnahmen, das unter dem Namen My Last Sunrise auf dem Debütalbum zu finden ist. Während Kürsch noch mit Blind Guardian tourte, bereitete Schaffer bereits mehrere Lieder vor und im Sommer 1999 begann dann die Produktion des ersten Albums, das 2000 unter dem Namen Demons & Wizards erschien.
Bis zum nächsten Album Touched by the Crimson King dauerte es auf Grund von Verpflichtungen Schaffers und Kürschs gegenüber ihren Hauptbands fünf Jahre. Es wurde im November und Dezember 2004 aufgenommen und im Februar und März 2005 wie schon sein Vorgängeralbum von Jim Morris gemischt. Als Inspiration für mehrere Lieder auf dem Album diente das achtbändige Epos Der Dunkle Turm des Bestsellerautors Stephen King.
In einem Statement von Hansi Kürsch im März 2011 teilte er mit, dass er und John Schaffer auf dem 70.000 Tons of Metal Festival Pläne für ein neues Demons-&-Wizards-Album schmieden und dies schnellstmöglich veröffentlichen wollten. Letztlich dauerte es jedoch bis ins Jahr 2018, dass Kürsch und Schaffer an neuem Material arbeiteten. Zunächst erschienen 2019 Remaster der beiden Alben Demons & Wizards und Touched by the Crimson King. Parallel gingen Demons & Wizards ab Ende Mai 2019 auf eine ausführliche Europa- und Nordamerika-Tour, wobei sie u. a. als Headliner beim Wacken Open Air auftraten.
Am 1. Februar 2021 verkündete Hansi Kürsch seinen Ausstieg aus der Band in Folge von Jon Schaffers Beteiligung am Sturm auf das Kapitol in Washington 2021. Das Label Century Media, bei dem 2020 das dritte Album der Band erschienen war, entfernte alle Angaben und Merchandise zu Demons & Wizards und Schaffers Band Iced Earth von seiner Website.

## Diskografie
| Jahr | Titel Musiklabel                | Höchstplatzierung, Gesamtwochen, AuszeichnungChartplatzierungen (Jahr, Titel, Musiklabel, Platzierungen, Wochen, Auszeichnungen, Anmerkungen) | Höchstplatzierung, Gesamtwochen, AuszeichnungChartplatzierungen (Jahr, Titel, Musiklabel, Platzierungen, Wochen, Auszeichnungen, Anmerkungen) | Höchstplatzierung, Gesamtwochen, AuszeichnungChartplatzierungen (Jahr, Titel, Musiklabel, Platzierungen, Wochen, Auszeichnungen, Anmerkungen) | Anmerkungen                            |
| Jahr | Titel Musiklabel                | DE | AT | CH | Anmerkungen                            |
| ---- | ------------------------------- | --- | --- | --- | -------------------------------------- |
| 2000 | Demons & Wizards SPV            | DE13 (6 Wo.)DE | — | — | Erstveröffentlichung: 8. April 2000    |
| 2005 | Touched by the Crimson King SPV | DE29 (4 Wo.)DE | — | — | Erstveröffentlichung: 27. Juni 2005    |
| 2020 | III Century Media               | DE5 (4 Wo.)DE | AT15 (1 Wo.)AT | CH11 (3 Wo.)CH | Erstveröffentlichung: 21. Februar 2020 |